# Clube de Clichy
O Clube de Clichy (em francês:  Club de Clichy) foi um grupo político ativo durante a Revolução Francesa, de 1794 a 1797.

## História
Durante a  Revolução Francesa, o Clube de Clichy foi formado em 1794, após a queda de Maximilien de Robespierre, 9 de Termidor Ano II (27 de julho de 1794). O clube político que passou a ser chamado de Clichyens se reunia em salas na rue de Clichy, que levava a oeste em direção ao elegante subúrbio parisiense de Clichy. O clube foi inicialmente constituído em torno dos deputados demitidos da Convenção Nacional, a maioria dos quais havia sido presa durante o Reinado do Terror. Sob o Diretório Francês, eles começaram a desempenhar um papel cada vez mais importante na direita política, abraçando republicanos e monarquistas moderados, ou seja, aqueles que ainda acreditavam que em uma monarquia constitucional baseada em parte no modelo britânico estaria o melhor futuro para a França. Os principais Clichyens foram François Antoine de Boissy d'Anglas, Jean-Charles Pichegru e Camille Jordan. Entre outros membros estavam Guillaume-Mathieu Dumas, Pierre Paul Royer-Collard e o general Amédée Willot. Com o fechamento do Clube Jacobino em novembro de 1794, o perigo da esquerda política pareceu diminuir e os moderados se afastaram do Clube de Clichy, que ficou inativo por vários anos.
Sob o Diretório, os salões de Paris começaram a se reunir cautelosamente sob a orientação de mulheres cujas fortunas não haviam sido arruinadas durante a primeira década da Revolução — a esfera privada se politizou, "um dos poucos santuários da livre troca", observa o historiador dos salões como uma força política, já que a esfera pública não era livre. Dentro do intervalo de opinião política, os membros do Clube de Clichy que figuravam entre os Monarchiens sinalizavam suas lealdades partidárias nos longos coletes pretos que usavam. Madame de Staël tentou em seu "salão misto" preencher as diferenças sociais e políticas entre os Monarchiens do Clube de Clichy e facções que estavam mais seguramente associadas ao novo regime, como aqueles que se reuniam com Benjamin Constant no Hôtel de Salm ou no círculo de Charles Maurice de Talleyrand-Périgord.
Numa reação de retaguarda para preservar os poderes rapidamente dissolvidos do Diretório face à opinião pública, depois de 205 dos 216 membros da Convenção que concorreram à reeleição em 1797 terem sido rejeitados pelo grupo limitado de eleitores com direito ao voto (embora dois dos Clichyens tivessem assento), os extremistas do Clube de Clichy pretendiam expulsar os Diretores e revogar a legislação revolucionária, especialmente aquela dirigida contra os emigrantes que regressaram e a Igreja Católica.
O Clube de Clichy parecia estar em posição de dominar o Conselho dos Quinhentos por meio dos deputados recém-eleitos. As divisões dentro do grupo opuseram cerca de 80 partidários intransigentes pelo retorno da monarquia, liderados por Jean-Louis Gibert des Molières, aos moderados em torno de Mathieu Dumas, que evitavam confrontos com o Diretório de cinco membros. O ápice da influência dos Clichyen foi a eleição para o Diretório de François-Marie, marquês de Barthélemy.
A reação de Napoleão Bonaparte foi uma proclamação ao exército denunciando os Clichyens, e a situação evoluiu rapidamente para o golpe de 18 de Frutidor. Em 3 de setembro de 1797, uma conspiração monarquista foi anunciada e, na manhã seguinte, Pichegru, ainda em correspondência com o Príncipe de Condé, estava entre os presos. No entanto, poucos outros Clichyens mantinham relações tão traiçoeiras com o pretendente monarquista e seus conselheiros. No dia 5, ele estava entre os condenados à deportação para a Guiana e o novo partido rapidamente consolidou seu poder. Uma de suas primeiras ações foi fechar e proibir o Clube de Clichy, embora hesitasse em tratar outros salões mais privados — ainda que mantidos sob rigorosa vigilância policial — como associações políticas, que o Diretório havia proibido anteriormente como "associações privadas que se ocupam de questões políticas".
Na história da escravidão, o núcleo de fazendeiros coloniais franceses dos Clichyens coordenou uma voz comum contra a abolição, por considerá-la prejudicial às colônias francesas. Declarações públicas do Clube de Clichy geralmente apareciam na imprensa de direita, como L'Éclair, Le Véridique, Le Messager du soir e Les nouvelles politiques.

## Resultados eleitorais
| Conselho dos Quinhentos |                    |                     |                                   |     |                 |
| Ano da eleição          | Nº de votos totais | % do total de votos | Nº total de assentos conquistados | +/– | Líder           |
| 1795                    | Desconhecido (2º)  | 36                  | 160 / 500                         | –   | Boissy d'Anglas |
| 1797                    | Desconhecido (1º)  | 59                  | 387 / 657                         | 227 | Boissy d'Anglas |